# Kongres Opozycji Antyustrojowej
Kongres Opozycji Antyustrojowej – koalicja radykalnych ugrupowań opozycyjnych przeciwnych kompromisowi Okrągłego Stołu. Celem Kongresu było stworzenie „ponadpartyjnego ruchu politycznego, w którym uczestniczą […] wszyscy ci, dla których wyjście z systemu totalitarnego jest jedyną szansą na godne życie”, a w dalszej kolejności „zniesienie monopolistycznej władzy PZPR i doprowadzenie do pełnej demokracji politycznej i gospodarczej”. Inicjatorami KOA byli działacze Polskiej Partii Socjalistycznej – Rewolucja Demokratyczna Rinaldo Betkiewicz i Jarosław Podworski, ale w Kongresie reprezentowane były zarówno ugrupowania radykalnej lewicy (PPS-RD, Ruch „Wolność i Pokój”, Międzymiastówka Anarchistyczna, Partia Radykalna), jak radykalnej prawicy (Konfederacja Polski Niepodległej, Polska Partia Niepodległościowa, Solidarność Walcząca), a także struktury związkowe (Międzyzakładowy Robotniczy Komitet „Solidarności”, Grupa Robocza Komisji Krajowej „Solidarności”) i Niezależne Zrzeszenie Studentów.
Pierwsze spotkanie KOA odbyło się 25 lutego 1989 r. w kościele NMP w Jastrzębiu-Zdroju – wzięło w nim udział 58 osób (ok. 120 osobom SB uniemożliwiła udział w Kongresie). W wydanym Oświadczeniu stwierdzano, że celem KOA jest „zniesienie monopolistycznej władzy PZPR i doprowadzenie do pełnej demokracji politycznej i gospodarczej, do wolnych wyborów”. Oceniano, że „kompromisy z komunistami, niezależnie od intencji tych, którzy je zawierają, służą jedynie podtrzymywaniu upadającego reżimu”.
Drugie spotkanie KOA odbyło się 21 maja 1989 r. w Collegium Witkowskiego Uniwersytetu Jagiellońskiego w Krakowie. Wezwano wówczas do bojkotu wyborów parlamentarnych, skrytykowano poczynania Wałęsy oraz przyjęto oświadczenie popierające protest studentów w Pekinie. Po wyborach z czerwca 1989 r. KOA nie przejawiał działalności.